# Gjord Petersson Rumpa
Gjord Petersson Rumpa (förnamnet även skrivet Gjurd, på latin Giorderus), död 1413 i Rom, var en svensk präst och kortvarig biskop i Strängnäs.
Gjord Petersson Rumpa var son till Peter Rumpa och dennes hustru, en till namnet okänd dotter till Gjurd Gote (död tidigast 1350), en av anfäderna för ätten Oxenstierna. Gjord Rumpa verkade ursprungligen i Växjö stift och var dess sändebud vid den påvliga kurian 1382. 
Senare blev Rumpa ärkedjäkne i Strängnäs, vilket han var då biskopsstolen där 1408 blev ledig efter Petrus Johannis. Domkapitlet önskade därvid ha Rumpa som ny biskop, men detta val motsatte sig drottning Margareta som hellre ville se domprosten i Uppsala Andreas Johannis (Anders Jönsson) på denna post. 
Efter en längre strid i frågan tillträdde Andreas Johannis 1410 biskopsämbetet och Rumpa drog sig "bitter" tillbaka till Rom där han avled.
Rumpas tid som biskop anges i olika källor ömsom som 1408-1410 respektive 1409-1410.